# Савез хокеја на леду Уједињених Арапских Емирата
Савез хокеја на леду Уједињених Арапских Емирата (арап. جمعية هوكي الجليد الإمارات العربية المتحدة) кровна је спортска организација задужена за професионални и аматерски хокеј на леду на подручју Уједињених Арапских Емирата.
Постао је прво придруженим чланом Међународне хокејашке федерације (ИИХФ) 10. маја 2001, а од 2011. је и пуноправни члан. 
Седиште савеза налази се у граду Абу Дабију. 

## Такмичења
Хокејашки савез Емирата задужен је за развој и промоцију хокејашког спорта на подручју УАЕ, а то се посебно односи на рад националних селекција и организовање лигашких такмичења у земљи. 
Национална хокејашка лига основана је 2009. године уз учешће 5 екипа: Абу Даби скорпионси, Ал Аин вајперси, Дубаи мајти камелси, ХК Абу Даби и ХК Ал Аин. У прва три клуба играју страни играчи док у два преостала право играња имају искључиво домаћи играчи. 
Сениорска репрезентација УАЕ дебитанстки наступ имала је у јуну 2008. на првом Арапском купу у хокеју на леду који је одржан управо у Емиратима (у Абу Дабију). Поред домаћина учествовале су још и селекције Марока, Кувајта и Алжира, а домаћи тим освојио је прво место победивши Кувајт у финалу са 4:1. Наредне године селекција УАЕ осваја и прво место на Азијском челенџ купу.
Године 2010. дебитовали су на Светском првенству (Дивизија III група А) поставши тако прва арапска нација која је учествовала на овом такмичењу. Такмичење су завршили на последњем 4. месту у групи са три пораза (против селекција Ирске, Луксембурга и Грчке). 
Нису учествовали на Светском првенству дивизије III 2011. у Кејптауну (Јужна Африка) због учешћа селекције Израела на истом такмичењу.
На квалификацијама за Светско првенство дивизије III 2013. које су одржане у Абу Дабију освојили су прво место и тако се пласирали на финални турнир треће дивизије 2013. годину у Кејптауну где су заузели последње 6. место.
Године 2013. основана је и женска сениорска селекција. 

## Савез у бројкама
Према подацима ИИХФ из 2013. на подручју под ингеренцијом емиратског савеза регистрован је укупно 371 активан играч, односно 185 у сениорској (118 мушкараца и 67 жена) и 186 у јуниорској конкуренцији. Судијску лиценцу поседовало је 12 арбитара. 
Хокејашку инфраструктуру чине 4 затворен терена стандардних димензија изграђена по највишим стандардима. 